# MoinMoin (software)

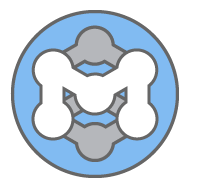
Símbolo de MoinMoin.

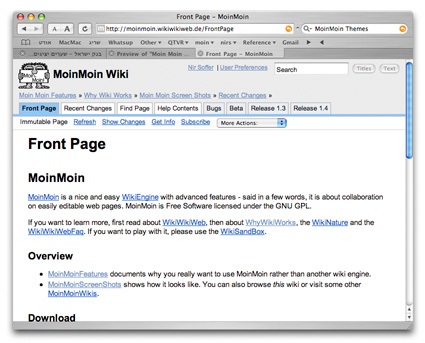
MoinMoin.

El MoinMoin es un software wiki similar a MediaWiki, pero con algunas diferencias. Tiene un control más fino de permisos, corre en Python, y no está hecho para wikis tan grandes como la Wikipedia. Programa distribuido bajo los términos de la GNU General Public License, MoinMoin es un programa libre
Una característica interesante es que tiene una versión simple que corre en cualquier computadora y facilita mucho el comenzar a probar un wiki. 
El nombre es una combinación de la salutación alemán 'Moin' (abreviatura coloquial en el norte de Alemania) y el nombre 'WikiWiki" de los programas tipo 'wiki'.